# Beretta M1918
El Beretta M1918 fue un subfusil que entró en servicio con el Regio Esercito en 1918.

## Historia y diseño
Inicialmente diseñado como un fusil semiautomático, el arma era alimentada mediante un cargador que se insertaba sobre el cajón de mecanismos, un diseño inusual basado en la sencillez del sistema de recarga asistido por gravedad. Este subfusil era el sucesor del Villar-Perosa, pudiendo considerársele como el primer subfusil suministrado al Regio Esercito.

## Variantes

### M1918/30
En la década de 1930 se desarrolló la carabina semiautomática Beretta M1918/30. Se le modificó su sistema de disparo, reemplazando el mecanismo de recarga por retroceso retrasado del Villar-Perosa con uno que disparaba a cerrojo cerrado y tenía un percutor suelto que era amartillado mediante una varilla que sobresalía desde la parte posterior del cajón de mecanismos, con una manija en forma de anillo. Esto hizo que el arma fuese apodada Il Siringone (La jeringota). También se le modificó el brocal del cargador, que ahora se encontraba en la parte inferior del cajón de mecanismos y aceptaba cargadores rectos. Se conservó la bayoneta plegable en la mayoría de modelos. Pocos ejemplares del Beretta M1918 han sobrevivido, ya que la Beretta M1918/30 se produjo a partir de la modificación de los M1918 existentes. Esta carabina semiautomática también fue fabricada bajo licencia en Argentina por Hafdasa como el subfusil C-1, que fue la base del Hafdasa C-4.

### MIDA[1][6]
Mientras que la Beretta M1918/30 era un carabina semiautomática, se desarrollaron diversas variantes experimentales con selector de disparo. La mayoría de estas no fueron producidas por Beretta, sino por la Manifattura Italiana d'Armi (MIDA) de Brescia, pudiendo haber sido diseñadas por Alfredo Scotti. Estas incluían los modelos con gatillo doble, donde el gatillo posterior era para disparar en modo automático y el gatillo anterior era para disparar en modo semiautomático. Este conjunto de gatillo se volvió estándar en los posteriores subfusiles Beretta, incluyendo la serie del Beretta Modelo 38. Además del sistema de gatillo, las variantes MIDA se distinguían del subfusil Beretta M1918 estándar en la mayoría de sus piezas, con diferentes culatas, mecanismos de puntería, retenes del cargador, portillas de eyección y rieles para bayoneta, que aceptaban la bayoneta desmontable del fusil Carcano M91 TS en lugar de la bayoneta plegable. Un modelo de subfusil experimental MIDA tenía el brocal del cargador inclinado hacia la derecha, desconociéndose la razón de esto. Aunque se sabe que se produjo un pequeño lote de subfusiles MIDA con gatillo doble, probablemente nunca entraron en servicio. El motivo preciso del desarrollo del subfusil MIDA no está del todo claro, pero es probable que haya sido un contrato militar especial para alguna unidad que deseaba una variante con selector de disparo de la carabina semiautomática Beretta M1918/30.  

## Usuarios
- Italia
- Albania
- Arabia Saudita: compró subfusiles sobrantes,[7] posiblemente hacia 1938.[3]
- Argentina: la Policía Federal y la Policía de la Provincia de Buenos Aires adoptaron la carabina semiautomática Beretta M1918/30 en 1933.[5]
- Etiopía: compró a Italia subfusiles M1918 y carabinas semiautomáticas M1918/30 sobrantes, suministrándolos a la Kebur Zabagna[7][5] y posiblemente capturando algunos a los italianos en Eritrea.[1]

### Entidades no estatales
- La Cagoule: una cantidad de carabinas semiautomáticas Beretta M1918/30 fueron contrabandeadas por la OVRA, a cambio de favores para el gobierno italiano.[1]